# Comtat de Salm

Bandera tradicional de Salm

El comtat de Salm fou una jurisdicció feudal del Sacre Imperi Romanogermànic, centrada al castell de Salm, avui a Bèlgica. Es va dividir en nombroses branques, una de les quals va ser el principat de Salm-Salm estat sobirà dins la Confederació del Rin.

## Els primers comtes de Salm
Giselbert (o Gislebert), fill segon de Frederic de Luxemburg, comte regnant a Luxemburg fou el primer comte de Salm que es coneix (Salm a les Ardenes, avui Vielsalm i Salmchâteau, a Bèlgica). Era igualment comte de Longwy, i va rebre Luxemburg a la mort del seu germà Enric II de Luxemburg, el 1047. Va transmetre llavors el comtat de Salm a un dels seus fills, Hermann I de Salm que no era el primogènit. Aquest últim és considerat com el tronc de la casa de Salm.
Les armes del comtat eren un escut de dos saloms encarats d'argent acompanyats de set creuetes d'or.
Hermann I posseïa un comtat sense gaire importància estratègica, bé que s'hi explotaven alguns jaciments de coure i que es procedia des de l'antiguitat a l'extracció de l'or natiu; però Hermann i els seus descendents es recolzaran en les dues potències de l'època per assegurar el seu ascens: l'església i el Sacre Imperi Romanogermànic.
Hermann va adquirir el comtat de Rheineck (o Rhineck) per matrimoni amb Sofia comtessa de Rheineck. Era també el nebot del bisbe de Metz Adalberó III (1047-1072). Cap a 1080, el bisbe Hermann de Metz va investir a Hermann I amb el càrrec de procurador episcopal. Hermann va aconseguir el 1080 fer-se escollir antirei de Germània, aprofitant les dificultats del rei anteriorment escollit, l'emperador Enric IV.
Tanmateix, després d'un temps d'exili i malgrat algunes victòries militars, Hermann va abandonar les seves pretensions a la reialesa, i va morir el 1088.
El comte Hermann II, fill d'Hermann I es va casar amb Agnès de Langenstein, comtessa de Langenstein (Llarga Pedra, als Vosges), posant les bases de la branca vosgiana dels Salm.
El seu germà Otó o Ottó va rebre el comtat de Rheineck; havent-se casat amb Gertruda de Nordheim, germana de Riquenza, era cunyat del Rei dels romans Lotari de Supplinburg que va esdevenir llavors emperador. Otó fou llavors criat a la dignitat de comte palatí.

## Les dues branques de Salm
El net de Hermann II, el comte Enric II, nascut al castell de Pedra Foradada, escollí viure al nou comtat de Salm que va crear a la fi del segle XII sobre les terres vosgianes (Salm als Vosges); va abandonar llavors el comtat de Salm a les Ardenne a la seva germana Elisa o Elisabet.
Esdevinguda comtessa, Elisa es va casar amb Frederic comte de Vianden, creant la nova branca ardenesa (i luxemburguesa) dels Salm-Vianden, després Salm-Reifferscheid, la qual es va titular Altgraf zu Salm (comtat antic, o original, de Salm) Va rebre la dignitat principesca als segles xviii i xix.
Els descendents d'Enric II, titulats igualment comtes de Salm i governant el comtat de Salm als Vosges, van crear a l'Edat Mitjana la descendència dels senyors després comtes de Blâmont. Es van fondre llavors en les descendències dels Ringravis (1499, prínceps de Salm a partir de 1623) i de Lorena (1600).
A partir de 1739, en resposta a una aliança, els prínceps de Salm es van titular prínceps de Salm-Salm, després van obtenir el 1751 la redefinició del seu territori.
Vegeu: Principat de Salm-Salm

## Branques dels Salm a Alemanya
La Revolució francesa va obligar els prínceps de Salm-Salm a l'exili, al seu castell d'Anholt a Westfàlia (Alemanya), on els seus descendents van residir després. D'altres branques de Salm, gairebé totes principesques, ja s'havien creat ea l'Imperi al fil dels segles, sortides d'una o l'altra branca de Salm (a Ardenes o als Vosges). El príncep Fredéric IIII de Salm-Kyrburg va fer construir l'hotel de Salm a París, actual Palau de la legió d'honor.
Al segle xix, tots aquests prínceps de Salm, abans sobirans, van ser mediatitzats: perdien la independència dels seus estats, tot conservant el rang de sobirans.
El 1830, un dels prínceps de la casa de Salm es va presentar sense èxit al congrés nacional que havia d'escollir un rei al nou Regne de Bèlgica.

## Llista de comtes[4]
1. Salm (branca jove de Saarbrücken)
2. Giselbert de Luxemburg) 1019-1059
3. Hermann I 1059-1088
4. Hermann II 1088-1135 ?
5. Heinrich 1135 ?-1163
6. Particicó en Antic Salm i Nou Salm 1163.
7. Salm a les Ardenes (Salm Antic)
8. Friedrich I 1163- 1187
9. Friedrich II 1187, passa al seu germà Guillem 1187 a vers 1210/1214
10. Gerhard vers 1230
11. Heinrich III 1240 ?-1247 ?
12. Heinrich IV 1247 ?-1265 ?
13. Wilhelm 1265 ?-1297 ?
14. Wolfgang + vers 1280
15. Heinrich V 1297 ?-1336 ?
16. Heinrich VI 1336 ?-1362
17. Johann 1362-1370
18. Heinrich VII 1370-1416
19. Otto (Raugraf) 1416-1455
20. Johann I (V) de Reifferscheid-Bedbur 1455-1475
21. Johann II 1475-1479
22. Peter 1479-1505
23. Johann III 1505-1529
24. Johann IV 1529-1555
25. Werner 1555-1629
26. Ernst Friedrich 1629-1639
27. Partit en Salm-Reifferscheid-Bedbur i Salm-Reifferscheid-Dyck.
28. Salm Nou o del Vosges
29. Heinrich I 1163-1210 ?
30. Partit en Salm (Vosges) i Salm-Blankenburg.
31. Heinrich II 1210 ?-1240 ?
32. Heinrich III 1240 ?-1293
33. Johann I 1293-1326 ?
34. Nikolaus I 1326 ?-1343
35. Johann II 1343-1351
36. Simon I 1351-1360
37. Johann III 1360-1386
38. Simon II de Sittaers + 1397
39. Johann IV 1386-1431
40. Partit entre Salm (Vosges) i Salm-Badenweiler.
41. Simon III 1431-1475
42. Johann V (Wildgravi i Ringravi) 1475-1495
43. Johann VI ((Wildgravi i Ringravi) 1495-1499
44. Partit entre Salm-Daun i Salm-Kyrburg.
45. Salm-Badenweiler
46. Johann V 1431-1451
47. Johann VI 1451-1490
48. Johann VII 1490-1548
49. Johann VIII 1548-1600
50. a Lorena
51. Salm-Blankenberg 1210.
52. Friedrich I 1210 ?-1270 ?
53. Heinrich I 1270 ?-1301 ?
54. Heinrich II 1301 ?-1361 ?
55. Theobald I 1361 ?-1363 ?
56. Heinrich III 1363 ?-1363 ?
57. Theobald II 1382 ?-1396 ?
58. Heinrich IV 1396 ?-1441
59. Friedrich II 1441-1442
60. Theobald III 1442-1443
61. Ludwig 1443-1503
62. Ulrich (Bisbe de Toul 1495-1506) 1503-1506
63. A Lorena
64. (Wildgravis i Ringravis) Salm-Dhaun
65. Philipp 1499-1521
66. Philipp Franz 1521-1561
67. Adolf Heinrich 1561-1606
68. Wolfgang Frederick 1606-1637
69. Johann Ludwig 1637-1673
70. Johann Philipp I 1673-1697
71. Partit entre Salm-Dhaun i Salm-Puttlingen.
72. Karl 1697-1733
73. Johann Philipp II 1733-1742
74. Christian Otto 1742-1748
75. A Salm-Puttlingen
76. Salm-Grumbach
77. Johann Christoph 1561-1585
78. Johann 1585-1630
79. Adolf 1630-1668
80. Partiti entre Salm-Grumbach i Salm-Rheingrafenstein i Grehweiler.
81. Leopold Philipp Wilhelm 1668-1719
82. Karl Louis Philipp 1719-1727
83. Karl Volrath Wilhelm 1727-1763
84. Karl Ludwig 1763-1799
85. Friedrich Karl August 1799-1803 (+1865)
86. Rebatejada Salm-Horstmar, 1803, no sobirana
87. Salm-Hoogstraten
88. Wilhelm Florentin 1696-1707
89. Nikolaus Leopold 1707-1739 (+ 1770)
90. Absorbida per Salm-Salm 1738 i rebatejada Salm-Salm, 1739.
91. Salm-Horstmar
92. Friedrich Karl August 1803-1806 (+1865)
93. Mediatitzada 1813 dins de Prússia; el príncep fou par de Prússia des de 1816.
94. (Wildgravi i Ringravis) Salm-Kyrburg
95. Johann VII 1499-1531
96. Johann VIII 1531-1548
97. Otto I 1548-1607
98. Partit entre Salm-Mörchingen, Salm-Kyrburg, i Salm-Tronecken.
99. Johann Casimir 1607-1651
100. Georg Friedrich 1651-1681
101. A Salm-Mörchingen
102. Philipp Josef de Leuze (Príncep de Salm-Kyrburg 1742) 1738-1779
103. Friedrich III 1779-1794
104. Friedrich IV 1794-1813 (+1859)
105. mediatitzada 1813
106. Salm-Leuze
107. Heinrich Gabriel 1696-1716
108. Philipp Josef 1716-1738 (+1779)
109. Absorbida per Salm-Kyrburg 1738 i rebatejada Salm-Kyburg.
110. Salm-Mörchingen
111. Johann IX 1607-1623
112. Johann Philipp 1623-1638
113. Otto Ludwig 1623-1634
114. Johann X 1634-1688
115. Bernhard Ludwig 1638-1656
116. A Salm-Salm
117. Salm-Neuburg
118. Nikolaus I (Comte Palatí de Salm-Neuburg 1529) 1529-1550
119. Nikolaus II Egino 1550-1574
120. Julius I 1574-1595
121. Weichard 1595-1612
122. Karl 1612-1664
123. Julius II 1612-1655
124. Ferdinand Julius 1655-1697
125. Franz Leopold 1697-1702
126. Ernst Leopold 1702-1722
127. Karl Otto 1722-1766
128. Franz Vincent .1766-1784
129. Neuburg territoris a Sinzendorf segle XVII a ?, després a Lamberg ? -1731, i finalment als prínceps bisbes de Passau 1731; la titularitat palatina va restar en la branca de Salm fins a l'extinció al segle XVIII.
130. Salm-Neuweiler
131. Friedrich I 1561-1610
132. Partit entre Salm-Salm i Salm-Neuweiler.
133. Friedrich II 1610-1673
134. Karl Florentin 1673-1676
135. Friedrich Karl 1676-1696
136. Partit en Salm-Hoogstraten i Salm-Leuze.
137. Salm-Puttlingen
138. Volrath Viktor 1697-1730
139. Johann Friedrich 1730-1750
140. Friedrich Wilhelm Pòstum 1750
141. A Salm-Grumbach
142. Salm-Reifferscheid-Bedbur
143. Erik Adolf 1639-1678
144. Franz Wilhelm I 1678-1734
145. Partit entre Salm-Reifferscheid-Bedbur, Salm-Reifferscheid-Hainsbach, i Salm-Reifferscheid-Raitz.
146. Karl Anton 1734-1755
147. Sigismund 1755-1798
148. Franz Wilhelm II 1798-1803 (+1831)
149. Rebatejada Salm-Reofferscheid-Krautheim
150. Salm-Reifferscheid-Dyck
151. Ernst Salentin 1639-1684
152. Franz Ernst 1684-1721
153. August Eugen Bernhard 1721-1767
154. Wilhelm 1767-1775
155. Josef 1775-1806 (+1861)
156. Josephcreat príncep dins dels pars de Prússia, 1816.
157. Mediatitzada 1806
158. Salm-Reifferscheid-Hainsbach
159. Leopold Anton 1734-1760
160. Franz Wenzel 1760-1806 (+1832)
161. Mediatitzada 1806
162. Salm-Reifferscheid-Krautheim
163. Franz Wilhelm II de Salm-Reifferscheid-Bedbur 1803-1806 (+1831)
164. Principat de Salm-Reifferscheid-Krautheim 1804, mediatitzat 1806.
165. Salm-Reifferscheid-Raitz
166. Anton 1734-1769
167. Karl Josef (Príncep de Salm-Reifferscheid-Raitz 1790) 1769-1811 d. 1838
168. Mediatitzat 1811
169. Salm-Rhinegrafenstein i Grehweiler
170. Friedrich Wilhelm 1668-1706
171. Johann Karl 1706-1740
172. Karl Magnus 1740-1783 d. 1793
173. Karl Ludwig of Grumbach 1783-1793 (+1799)
174. Wilhelm Christian 1793-1810
175. Johann Friedrich 1810 (+1819)
176. A Salm-Horstmar
177. Salm-Salm branca sènior de la partició de 1610 de Salm-Neuweiler.
178. Philipp Otto (Príncep de Salm-Salm 1623) 1610-1634
179. Leopold Philipp 1634-1663
180. Karl Theodor Otto 1663-1710
181. Ludwig Otto 1710-1738
182. A Salm-Hoogstraten, 1738. Hoogstraten elevat a principat i rebatejada Salm-Salm gener de 1739.
183. Nikolaus Leopold (Salm-Hoogstraten 1707-1739) 1739-1770
184. Nikolaus, creat duc d'Hoogstraeten entre els pars holandesos, juny de 1740.
185. Ludwig Otto Karl 1770-1771 (+1778)
186. Maximilian (Duc d'Hoogstraten 1770-3) 1771-1773
187. Ludwig Otto Karl (altre cop) 1773-1778
188. Constantine Alexander (Duc d'Hoogstraten 1773-1828) 1778-1813 (+1828)
189. Principat of Salm-Salm mediatitzat, territorie a Prússia, 1813.
190. Salm-Tronecken
191. Otto II 1607-1637
192. A Salm-Kyrburg

## Línies
- Salm
  - Salm Antic o Baix Salm
  - Reifferscheid-Dyck (hereta Baix Salm)
    - Salm-Reifferscheid-Bedburg
      - Salm-Reifferscheid-Bedburg, rebatejada Salm-Reifferscheid-Krautheim, mediatitzada 1806
      - Salm-Reifferscheid-Hainsbach, mediatitzada 1806
      - Salm-Reifferscheid-Raitz, mediatitzada 1811

    - Salm-Reifferscheid-Dyck, a Prússia 1816, extinta 1888

  - Salm Nou o Alt Salm
    - Salm-Vosges
      - Salm-Vosges
        - Salm-Dhaun
          - Salm-Dhaun
            - Salm-Dhaun, a Salm-Puttlingen 1748
            - Salm-Puttlingen, a Salm-Grumbach

          - Salm-Grumbach
            - Salm-Grumbach rebatejada Salm-Horstmar
            - Salm-Rheingrafenstein-Grenzweiler

          - Salm-Neuweiler
            - Salm-Salm, a Salm-Hogstraten)
            - Salm-Neuweiler, a Salm-Hogstraten
              - Salm-Hogstraten, rebatejada Salm-Salm
              - Salm-Leuze (a Salm-Kyburg)

        - Salm-Kyburg
          - Salm-Kyburg (a Salm-Morchingen)
          - Salm-Mörchingen (a Salm-Salm)
          - Salm-Tronecken (a Salm-Kyburg)

      - Salm-Badenweiler
        - Salm-Badenweiler
        - Salm-Neuburg

    - Salm-Blankenburg, a Lorena 1506